# 南裕子 (モデル)
南 裕子（みなみ ゆうこ、1961年8月25日 - ）は、日本のモデル、グラビアモデル。神奈川県横浜市出身。第7代 旭化成キャンペーンガール。

## 来歴・人物
女性雑誌モデルとして活躍後、1982年「第7代旭化成キャンペーンガール」に選ばれる。同年、共石イメージガールにも選ばれている。グラビアモデルとして男性誌にも登場。1980年代以降、人気ファッション・モデルとして活躍した。趣味は三味線。

## 主な仕事

### 雑誌
- 高一時代
- 平凡パンチ
- 家庭画報
- WITH
- GORO
- MORE
- 朝日ジャーナル
- メンズクラブ
- POPEYE
- HOT DOG
- CanCam
- 婦人画報
- JJ

### 広告
- 旭化成
- ブリヂストン
- JTB
- 三愛
- 東急観光
- 国鉄